# Hemmerden
Hemmerden ist ein Ort in der Stadt Grevenbroich im Rhein-Kreis Neuss im Land Nordrhein-Westfalen. Der Ort hat 2443 Einwohner (Stand: 31. Dezember 2022).

## Lage
Die Ortschaft Hemmerden grenzt im Westen an das zur Stadt Jüchen gehörende Dorf Bedburdyck, im Norden an die Stadt Korschenbroich und im Osten an Kapellen. Die ehemalige Gemeinde Hemmerden hatte eine Fläche von 10,19 km². 1974 wohnten 228 Menschen auf einem km².

## Geschichte
Der Ursprung des Ortsnamens geht auf den Hamarithi-Wald zurück, der sich im 9. Jahrhundert am Unterlauf der Erft befand. Zu jener Zeit war Hemmerden ein Teil des Nievenheimer Gaus. Kennzeichnend für dieses Gebiet waren kleine Siedlungen, die auf Rodungsflächen entstanden und von Wäldern umgeben waren. Bereits im 13. Jahrhundert wird ein „Kirchspiel Hemmerden“ schriftlich in einer Urkunde angeführt, so dass zu diesem Zeitpunkt eine entsprechende Siedlung bestand. In dieser Urkunde von 1290 entlässt der Graf Adolf von Berg die von „Johann von Benrode“ an „Rudolf von der Dyck“ verkauften Güter im Kirchspiel Hemmerden, aus dem Lehensverband.
Durch diese Urkunde ist zudem bereits der Besitz von Gütern um 1290 im Bereich Hemmerden durch die Herren „von der Dyck“ belegt. Bis 1794 gehörte Hemmerden politisch zur Reichsherrschaft Dyck. 1794 eroberten französische Revolutionstruppen den Ort und es entstand die Mairie Dyck. 1815 kam diese an das Königreich Preußen, 1816 bildete Hemmerden eine eigene Gemeinde im Kreis Grevenbroich im Regierungsbezirk Düsseldorf. Zusammen mit der Gemeinde Kapellen bildete Hemmerden die Bürgermeisterei Hemmerden, die seit 1927 als Amt Hemmerden bezeichnet wurde. Letzter Bürgermeister der Gemeinde Hemmerden war Bernhard Steinhäuser (CDU), sein Stellvertreter war Josef Schlösser (SPD). Seit dem 1. Januar 1975 ist Hemmerden ein Stadtteil von Grevenbroich.

### Jüdische Gemeinde
Die ersten Juden sind in Hemmerden seit dem frühen 18. Jahrhundert nachweisbar, und seit 1787 ist ein jüdisches Bethaus in dem Ort belegt. Etwa 45 Personen jüdischen Glaubens lebten im 19. Jahrhundert in Hemmerden. 1859 erbaute die jüdische Gemeinde ein Synagogengebäude in der Mauristraße, wo sich heute Wohnungen befinden. Um 1933 lebten in dem Ort fast 30 Juden. Der jüdische Friedhof wurde 1813 auf einem Stück Land angelegt, das eine Schenkung des Fürsten Josef von Salm-Reifferscheid-Dyck war. Heute gibt es dort ca. 40 Grabsteine. 1964 wurde ein Gedenkstein errichtet mit den Namen der im Holocaust ermordeten jüdischen Mitbürgerinnen und Mitbürger des Ortes.

### Einwohnerentwicklung
- 1961: 1718[3]
- 1964: 1779
- 1970: 2241[3]
- 1974: 2328[5]
- 2006: 2656
- 2007: 2654
- 2010: 2571
- 2013: 2527
- 2014: 2513
- 2015: 2549
- 2016: 2538
- 2017: 2525[6]
- 2018: 2519
- 2021: 2447[1]
- 2022: 2443[1]

## Kultur und Freizeit
- Zweifaltern – dieser Ort besaß einen doppelten Schlagbaum. Hier war das sogenannte „Dreiländereck“ zwischen Dyck, der Deutschordensherrschaft Elsen und dem kurkölnischen Wevelinghoven.

## Öffentliche Einrichtungen
- Grundschule
- Sportplatz
- Spielplatz
- Freiwillige Feuerwehr

## Persönlichkeiten
- Franz Wilhelm Kauhlen (1750–1793), Professor der Medizin,
- Wilhelm Bertrams, Bürgermeister von Hemmerden und Bedburdyck von 1886 bis 1915
- Theodor Holtz (1776–1855), Bürgermeister von Hemmerden und Abgeordneter des Rheinischen Landtages von 1826 bis 1843
- Josef Kreutzberger (1896–1968), Chirurg und Klinikdirektor, Träger des Bundesverdienstkreuzes
- Marianne Stern-Winter (1919–1998), Überlebende des Holocaust, ihr Leben wurde verfilmt
- Manfred Groten (* 1949), Historiker und Professor für Mittelalterliche und Neuere Geschichte/Rheinische Landesgeschichte
- Otto Rensing (* 1962), Rennfahrer, Sieger 24-Stunden-Rennen Nürburgring 1986